# میرزا ابوالحسن جلوه

میرزا ابوالحسن جلوه طباطبایی زواره

میرزا ابوالحسن طباطبایی زواره متخلص به «جلوه»، فیلسوف و عارف ایرانی دوره ناصرالدین‌شاه قاجار بود. او پسر سید محمد طباطبایی بود. پدرش در زمان فتحعلی‌شاه از شهر زواره از توابع شهرستان اردستان به تهران آمد. وی زادهٔ ۱۲۳۸ قمری در احمدآباد گجرات هند است.
«میرزا عبدالحسن خان» متخلص به «جلوه»، از علمای عهد ناصری است. فیلسوفی خوش‌خلق و خوش‌بیان که بر مثنوی چندین حاشیه نوشته است. شیوه جلوه به گونه‌ای بود که بیشتر فلسفه و حکمت را با شوخی و مطایبه بیان می‌کرد.
گاهی چنان سر در گریبان می‌گرفت و با احدی صحبت نمی‌کرد که گویی با عالم حیات بیگانه است. 

## تحصیل در اصفهان و تهران
میرزای جلوه با وجود آنکه امکاناتی نداشت به منظور پیگیری تحصیلات، موطن خود را به قصد اصفهان ترک کرد. او حجره‌ای در مدرسه‌ای از بناهای امیرالملک انتخاب کرد و در آن بیتوته نمود در این حال بود که شوق تحصیل، تفکر و تحقیق در وجود جلوه موج زد چنانچه خود می‌نویسد: «چون فطرت‌ها در میل به علوم مختلف است خاطر من میل به علوم عقلیه کرد و در تحصیل علوم معقول از الهی و طبیعی و ریاضی اوقاتی صرف کردم.» جلوه در اصفهان از نزد علمایی چون میرزا حسن نوری، میرزا حسن چینی و ملا عبدالجواد تونی خراسانی بهره برد و در پیمودن طریق حکمت به موازات شرکت در دروس این اساتید مطالعات شخصی داشت و در بحثهای فلسفی و عرفانی با طلاب کاملاً موفق بود.
در سال ۱۲۷۳ ق. در حالی که جلوه ۳۵ ساله بود اصفهان را ترک کرد و به قصد تهران عزیمت نمود. مدرسه‌ای که در تهران جلوه به منظور اقامت در آن برگزید دارالشفا نام داشت که نخست به دستور فتحعلی شاه برای بیمارستان ساخته شد ولی بعدها به صورت مدرسه درآمد.
جلوه در این مدرسه به مدت ۴۱ سال به تدریس حکمت و فلسفه و ریاضیات مشغول شد و در عصر او آقا محمدرضا قمشه‌ای و آقا علی مدرسی و جلوه سه استاد کامل فلسفه و حکمت به‌شمار می‌رفتند دانشجویان از حوزه تدریس آنها استفاده می‌کردند و با درگذشت آن دو استاد در دوره ناصری علوم عقلی به مجلس درس جلوه انحصار یافت و بعد از حاج ملا هادی سبزواری در مکتب وی فلسفه جان تازه‌ای یافت.
جلوه که گاهی چنان سر در گریبان می‌گرفت و با احدی صحبت نمی‌کرد که گویی با عالم حیات بیگانه است ، ناگهان پس از چندروزی با گشاده‌رویی در جمع حاضر می‌شد و می‌گفت: «بالاخره قضیه حل شد!» روزی شاگردی ازایشان پرسید: «این مسئله دشوار چه بوده که چند روزی ما را از محضر استاد محروم کرده است؟»
جلوه با لبخندی گفت: «در تمامی این مدت فکر می‌کردم که آیا “مراد ” خرتر است یا “مرید” ؟! بالاَخره دانستم که گوی سبقت را در میدان خریّت، مراد از مرید برده است؛ چرا که مرید به خیال اینکه در پیش مراد خبری هست.
سر تسلیم فرود می‌آورد، ولی مراد که خود می‌داند درون چنته‌اش چیزی نیست، باز هم دست از لاف و گزافه برنمی‌دارد و خودش را رجل می‌پندارد!»

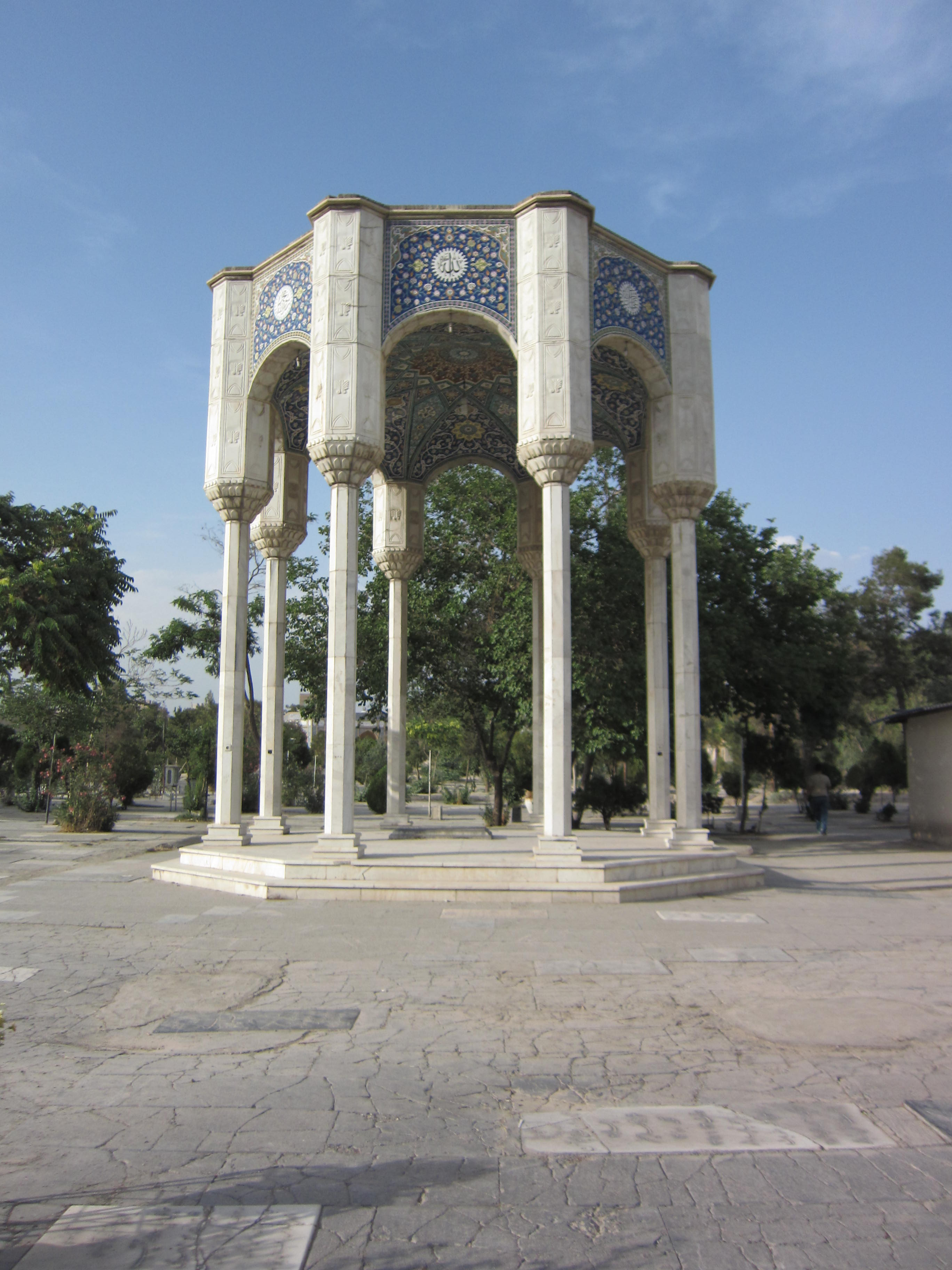
آرامگاه میرزا ابوالحسن جلوه در گورستان ابن‌بابویه، شهر ری

## درگذشت

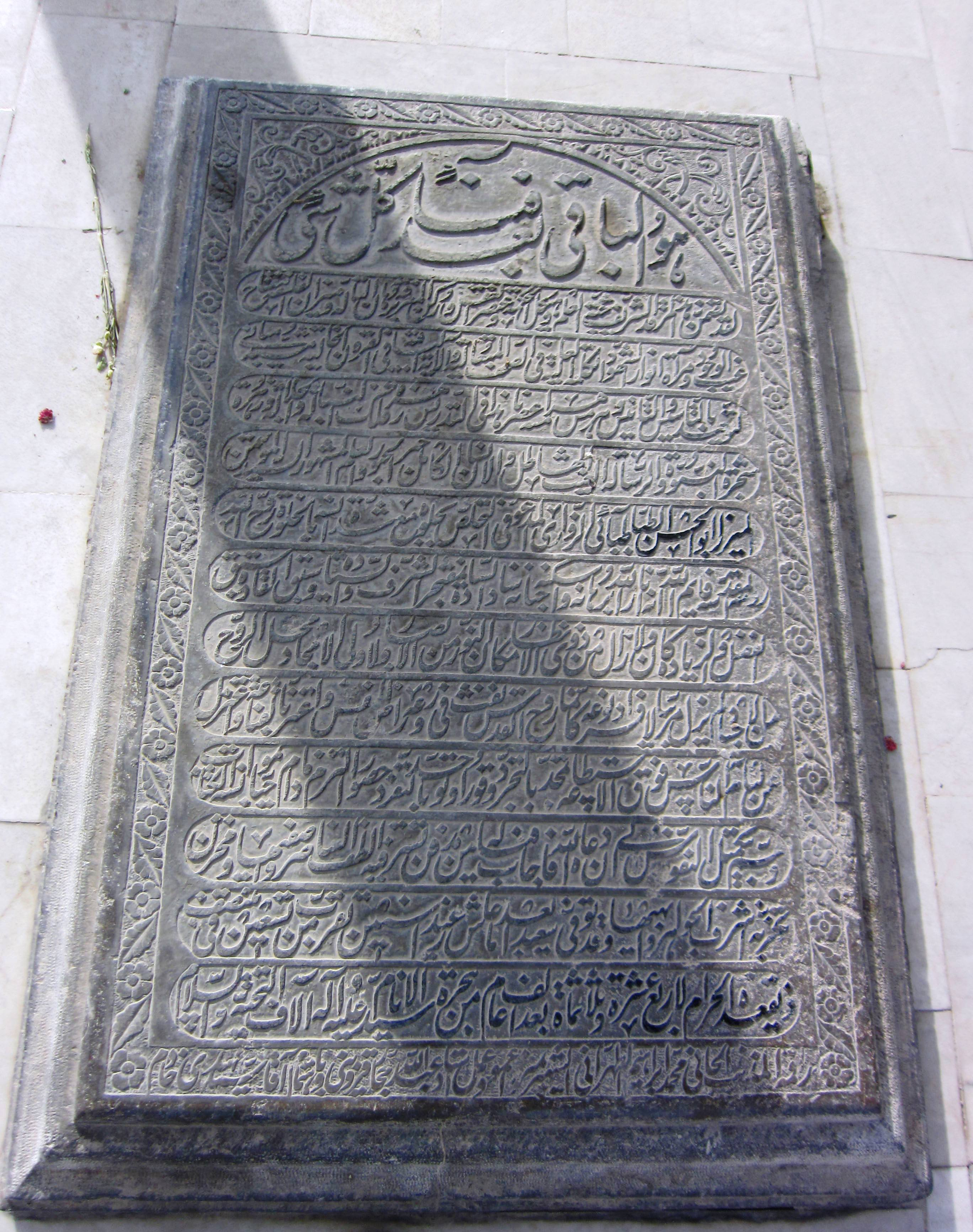
سنگ قبر میرزا ابوالحسن طباطبایی زواره در گورستان ابن‌بابویه

میرزا ابوالحسن جلوه در شب ششم ماه ذیقعده سال ۱۳۱۴ قمری در سن هفتاد و شش سالگی در تهران در منزل حاجی محمد کاظم ملک التجار، پدر حسین آقا ملک درگذشت و در ابن بابویه مدفون شد. در هشتم اسفند ۱۲۹۰ خورشیدی، ارباب کیخسرو شاهرخ مدیر کارگزاری مجلس (و نماینده زرتشتیان) ۲۰۲ جلد کتاب از کتابخانه میرزا ابوالحسن جلوه را به مبلغ دو هزار و پانصد دینار برای کتابخانه مجلس خریداری کرد که به گفته او یک جلد آن را تا یکهزار تومان می‌خریدند اما نفروخت.